# Dodecaneso italiano
El Dodecaneso italiano fue un territorio que comprendía el grupo de doce islas  y situadas frente a las costas de Turquía, en el mar Egeo y ocupadas por Italia en el periodo 1912-1947. Oficialmente fueron denominadas como las islas italianas del mar Egeo (en italiano Isole Italiane dell'Egeo).
Formalmente, este territorio perteneció al Reino de Italia y a la posterior República Social Italiana entre 1912 y 1947. Sin embargo, la ocupación efectiva del archipiélago por parte de Italia, finalizó en septiembre de 1943, cuando este cayó bajo control de las Wehrmacht alemanas en los últimos años de la Segunda Guerra Mundial. En 1945, la ocupación nazi fue reemplazada por la del Reino Unido y después de 1947, el archipiélago sería entregado al Reino de Grecia como una secesión en forma de "Tratado de Paz" de la entonces recién formada República Italiana.

## Historia

Escudo de la Orden de Malta, fue usado como escudo del Dodecaneso italiano.

Durante la guerra italo-turca, que culminó con la ocupación de Libia, Italia aprovechó para ocupar las islas del Dodecaneso. El 26 de abril de 1912 fue ocupada Astipalea, el 12 de mayo Karpatos, Kasos, Tilos, Nisiros, Kálimnos, Leros, Patmos, Cos, Symi y Jalki, el 14 de mayo las tropas italianas desembarcaron en Rodas, siendo totalmente ocupada el 16 de mayo. Finalmente los italianos ocuparon todo el Dodecaneso a excepción de Kastelorizo, que fue tomada el 14 de diciembre de 1915 por Francia, que la entregó a Italia el 21 de agosto de 1920.
Con la firma del Tratado de Lausana, el 18 de octubre de 1912, Italia consiguió la soberanía sobre Libia (reconocida por las potencias extranjeras) y la posesión temporal de las islas del Dodecaneso. El primer comandante de ocupación del mar Egeo fue el general Giovanni Ameglio, seguido por otros generales y gobernadores civiles, entre los cuales destaca Mario Lago, quien asumió el cargo el 16 de noviembre de 1922. Desde 1926 las islas se convirtieron en "Gobierno de las islas italianas del Egeo".
Durante la Primera Guerra Mundial, en la que el Reino de Italia luchaba en el lado de Francia y del Reino Unido, las islas fueron usadas como bases navales de las flotas británica y francesa, en diferentes campañas, la más famosa de todas la de Galípoli. Después de la guerra, el acuerdo Tittoni-Venizelos, firmado el 29 de julio de 1919, previó que las islas más pequeñas pasaran a Grecia, mientras Italia retendría Rodas; a cambio, Italia debía tener el sudoeste de Anatolia, incluyendo la ciudad de Antalya. La derrota griega en la Guerra greco-turca y la fundación de la Turquía moderna hicieron imposible esta solución. En 1932 los italianos firmaron un tratado con Turquía, con el que legitimaron su posesión del Dodecaneso hasta la isla de Castelrosso (ahora llamada Kastellorizo en griego).
Con el advenimiento del fascismo en Italia, Benito Mussolini emprendió un programa de italianización de las islas, esperando hacer de Rodas un moderno centro de transporte que serviría como punto focal para la extensión de la cultura italiana a través del Levante. Sin embargo, el grueso de la población estaba conformada por greco-parlantes, junto a una pequeña minoría de turco-parlantes y otra más pequeña minoría judía sefardita de ladino-parlantes, con virtualmente ningún italiano-parlante.
Durante la Segunda Guerra Mundial, el Reino de Italia utilizó el Dodecaneso como base naval para efectuar la invasión de Creta en 1941. Los ingleses trataron de conquistar la isla más oriental del Dodecaneso (Castelrosso/Kastellorizo), pero fueron derrotados en marzo de 1941. 
Después de la rendición del Reino de Italia, en septiembre de 1943, las islas se convirtieron brevemente en un campo de batalla entre fuerzas alemanas e italianas con apoyo aliado (como por ejemplo, la batalla de Leros). Los alemanes prevalecieron, y aunque fueron expulsados de Grecia en 1944, el Dodecaneso siguió ocupado por tropas alemanas hasta el final de la guerra, en mayo de 1945. Durante ese periodo, casi la totalidad de la población judía fue deportada y asesinada.

## División administrativa de las islas del Dodecaneso

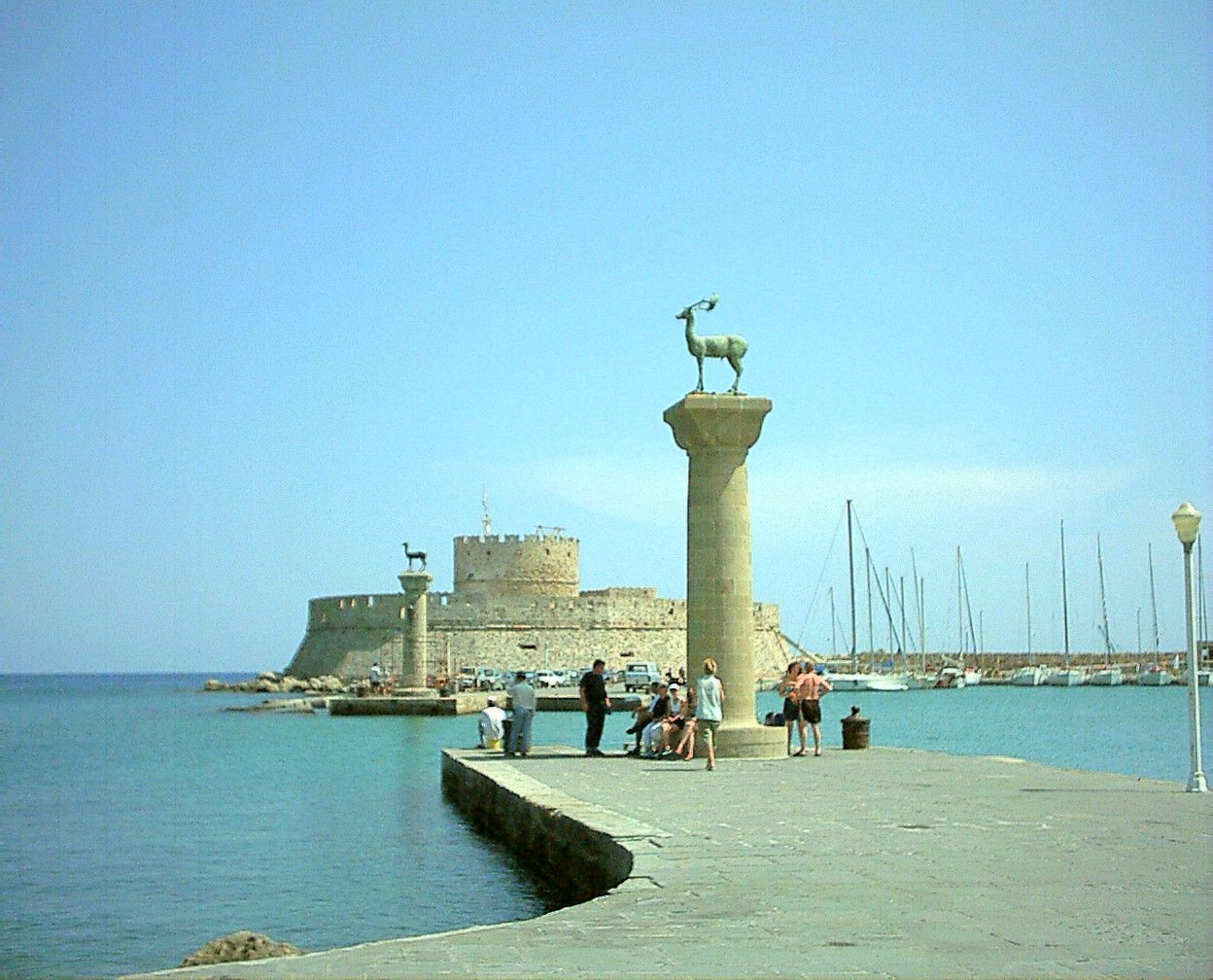
Puerto de Rodas.

| Isla                                | Superficie  | Población   |
| ----------------------------------- | ----------- | ----------- |
| Rodas e islotes dependientes        | 1.412 km²   | 60.244 ab.  |
| Patmos e islotes dependientes       | 57,1 km²    | 3.214 ab.   |
| Lipsí                               | 17,4 km²    | 993 ab.     |
| Kálimnos e islotes dependientes     | 128,2 km²   | 15.338 ab.  |
| Cos                                 | 296 km²     | 20.003 ab.  |
| Astipalea e islotes dependientes    | 113,6 km²   | 1.767 ab.   |
| Nísiros e islotes dependientes      | 48 km       | 2.375 ab.   |
| Symi e islotes dependientes         | 63,6 km²    | 6.176 ab.   |
| Tilos e islotes dependientes        | 64,3 km²    | 1.227 ab.   |
| Jalki e islotes dependientes        | 30,3 km²    | 1.476 ab.   |
| Kárpatos e islotes dependientes     | 306 km²     | 7.893 ab.   |
| Kasos e islotes dependientes        | 69,4 km²    | 1.913 ab.   |
| Kastellórizo e islotes dependientes | 11,5 km²    | 2.267 ab.   |
| ISLAS ITALIANAS DEL EGEO            | 2.668,3 km² | 132.289 ab. |

Nota: Población del censo de 1936
Fuente: Annuario Generale, Consociazione Turistica Italiana, Roma, 1938

## Rastros de la presencia italiana
El programa de modernización fascista tuvo algunos efectos positivos en su tentativa de modernizar las islas, erradicando la malaria, construyendo hospitales, acueductos, una central eléctrica para proveer a la capital de Rodas de iluminación eléctrica y estableciendo el Catastro del Dodecaneso. Además, el castillo principal de los caballeros de San Juan fue reconstruido. Sin embargo, el estilo arquitectónico fascista afectó perceptiblemente al paisaje pintoresco de las islas.

### Obras de arquitectura italiana
- El antiguo Hotel Grande Albergo delle Rose (hoy en día un casino), construido por Florestano Di Fausto e Michele Platania entre 1925 y 1927, une elementos de la arquitectura islámica, bizantina, veneciana y elementos góticos y Art decó.
- La antigua Casa del Fascio de Rodas (hoy, sede del municipio) realizada entre 1936 e 1939 en estilo racionalista.
- La antigua iglesia católica de San Juan, construida entre 1924 y 1925 por Rodolfo Petracco, reconstruye una hipotética iglesia medieval de los caballeros de San Juan.
- Las Termas de Calitea, en las cercanías de Rodas, fueron inauguradas en 1929, el complejo fue restaurado en 2006.
- El antiguo Teatro Puccini (hoy, Teatro Nacional), fue inaugurado el 1 de agosto de 1937, con una capacidad de 1200 espectadores.
- El antiguo Villorrio rural San Benedetto, construido entre 1935 y 1938 con una escuela, una iglesia, la casa del fascio, el cuartel y las casas alineadas hacia el mar.
- El antiguo Palacio de Gobierno (hoy, sede de la Prefectura del Dodecaneso), construido entre 1926 y 1927, era la sede del gobernador del Dodecaneso y albergaba además otros edificios gubernamentales y la oficina de turismo. Se inspiraba en el estilo gótico veneciano, siendo amoblado en consecuencia, contaba con lámparas de cristal de Murano y pisos de mayólica.
- El antiguo Cuartel Principe de Piamonte (hoy, sede de la gendarmería griega), era la sede del destacamento de Carabineros.
- El centro di Portolago (hoy, Lakki), en la isla de Leros, ciudad de fundación construida en estilo racionalista entre los años 1934 y 1938.